# Epidendrum holochilum
Epidendrum holochilum là một loài thực vật có hoa trong họ Lan. Loài này được (Schltr.) Hágsater mô tả khoa học đầu tiên.